# تپه گلور ۱
تپه گلور ۱ مربوط به عصر مفرغ است و در شهرستان مانه و سملقان، بخش مرکزی، دهستان حومه، ۱/۵ کیلومتری شمال شرقی روستای بیار واقع شده و این اثر در تاریخ ۱۸ شهریور ۱۳۸۷ با شمارهٔ ثبت ۲۳۲۷۶ به‌عنوان یکی از آثار ملی ایران به ثبت رسیده است.